# Кузен Понс
«Кузе́н Понс» (фр. Le Cousin Pons) — роман французького письменника Оноре де Бальзака, написаний у 1846 році. Заключна частина дилогії «Бідні родичі». Твір розповідає про останні роки життя музикантів Сільвена Понса і Вільгельма Шмуке. На спадщину Понса зазіхають багаті родичі, колекціонер, сусід і служниця, боротьба між якими зрештою призводить до трагічної смерті обох друзів.

## Історія
На момент написання «Кузена Понса» Оноре де Бальзак був уже визнаним автором, однак в його житті склалася непроста ситуація. З одного боку, Бальзак потребував значних коштів на сплату своїх боргів, а тому був змушений багато працювати. З іншого боку, письменника непокоїла слава його колег, які активно розвивали таку художню форму як роман-фейлетон. У цій царині особливо успішними були Ежен Сю й Александр Дюма. Бальзак вирішив перевершити їх і також написати твір зі складним, «серіальним», сюжетом.
Темою майбутнього твору була обрана соціальна нерівність і породжені нею суспільні пороки, причому Бальзак відразу задумав його як дилогію. Художня ідея полягала в тому, щоб в одній частині дилогії зобразити благородну бідність, а в іншій — потворну. Матеріалом для написання «Кузена Понса» послужила оповідь Альберіка Секона — друга Бальзака, який був письменником і драматургом. Спочатку на основі секонівського переказу Бальзак написав новелу «Паразит» («Le Parasite»), сюжет якої згодом розвинув до розмірів повноцінного роману. Робота над твором була завершена у червні 1846 року. Відразу після завершення «Кузена Понса» Бальзак написав і другий роман «Кузина Бетта». Обидва твори він об'єднав під назвою «Бідні родичі». Хоча за часом створення «Кузен Понс» випереджає «Кузину Бетту» однак автор визначає його як завершальну частину дилогії.
Обидва романи були вперше надруковані частинами у газеті «Le Constitutionnel», окремим виданням вони побачили світ у 1847 році. Пізніше «Бідні родичі» були включені письменником до його циклу «Людська комедія». Вони неодноразово перевидавалися, були перекладені іншими мовами.

## Сюжет
Сільвен Понс — старомодний стариган, який замолоду подавав надії як талановитий композитор, але зрештою перетворився на диригента другорядного паризького театру. Все життя його пройшло у тіні й самотності, адже через зовнішню непривабливість Понс не спромігся привернути уваги жодної жінки. Втім, душевний біль тендітного дідуся тамують три любові: вірний друг-музикант Вільгельм Шмуке, збирання старовини і пристрасть до вишуканої їжі.
Шмуке ділить із Понсом одну квартиру на двох, а також роботу, учениць і всі прикрощі, які несе з собою бідність. Однак незаможність Понса відносна. Хоча в повсякденному житті він вкрай невибагливий, та його колекція старожитностей і картин одна з найкращих у Франції і коштує майже мільйон франків. Понс надзвичайно цінує своє зібрання не за матеріальними, а за естетичними критеріями. І лише третя любов Понса — гастрономічна — привносить у його життя страждання. Задля недоступних його гаманцю делікатесів Понс змушений обідати у багатих родичів, однак дружину його кузена пані де Марвіль ці гостини дратують.
Щоб завоювати прихильність пихатої де Марвіль, Понс допомагає тій вирішити вкрай болючу проблему — видати заміж дочку, що засиділась у дівках. Кузен Понс знайомить де Марвілей з неабияким одинаком-мільйонером та заручини зриваються через погану вдачу нареченої. Сварка між пані де Марвіль і Понсом спричинює тяжку хворобу останнього. Ця біда наближає до Понса служницю Сібо, яка десять років доглядала за ним і Шмуке безкорисливо та, дізнавшись про багату спадщину, вирішила будь-що вхопити свою частку.
У пані Сібо є ситуативні спільники: колекціонер старовини єврей Еліас Магус, давній конкурент і ненависник Понса; заздрісний сусід-крамар Ремонанк, що і собі мріє надбати щось із понсівського зібрання; квартальний правник Фрезьє, який грає в дві руки на Сібо і пані де Марвіль; друг останнього, доктор Пулен, який лікує Понса, але мріє вибратися з нестатків. Ці люди хитрощами змушують наївного Шмуке продати декілька шедеврів з колекції начебто на покриття боргів після лікування друга. Раптове пробудження Понса під час візиту непроханих гостей відкриває йому очі на справжні плани пані Сібо. Понс відмовляється від послуг останньої і відкриває Шмуку правду про «благодійницю». Хворий укладає заповіт на користь друга і забезпечує документу беззаперечну чинність, скориставшись послугами найкращого нотаріуса і свідками.
Померлого Понса проводжають на кладовище тільки вірний Шмуке і театральний служник Топінар. Шмуке під тягарем горя нічого не усвідомлює, але уважний Топінар попереджає того про пастку, яку йому готує Фрезьє. Дійсно, заповіт оскаржено винуватцями смерті Понса де Марвілями, які вважають себе єдиними законними спадкоємцями. Майно померлого опечатують до рішення суду. Вражений Шмуке переїджає в квартиру Топінара, а потім зголошується поступитися спадщиною в обмін на скромну пенсію. Після цього рішення йому повідомляють про обман, Шмуке помирає від інсульту. Марвілі продають колекцію за посередництвом єврея Магуса, свої частки протиправного зиску отримують Сібо, Ремонанк і Фрезьє.

## Аналіз твору
Подібно ді інших творів «Людської комедії» роман «Кузен Понс» написаний у стилі реалізму. В його сюжеті немає надуманих ситуацій, а всі деталі, портрети головних і другорядних героїв, а також мотивація їхніх вчинків вирізняються винятковою життєвістю, яка так прославила Оноре де Бальзака. Джерелом такої достовірності, ймовірно, є і сама сюжетна лінія, яка в основних рисах була заснована на реальній історії. На відміну від романів інших письменників, сучасників Бальзака, в «Кузені Понсі» відсутній хепі-енд, ця трагічна кінцівка надає твору особливої глибини і виразності.
Художній задум письменника полягав у тому, щоби зобразити негативний вплив соціальної нерівності на стан суспільства. Для цього головні герої в образі Понса і Шмуке протиставляються відразу двом стихіям: великій буржуазії, спадкоємиці вже занепалої на той час аристократії, і паризькому пролетаріату.
Протистояння Понса і родовитих багатіїв змальоване вже на початку роману. Родина де Марвілей — дрібних суддівських чиновників, що розбагатіли і намагаються увійти до найвищих паризьких кіл, показана відразливою. Бальзак підкреслює відсутність у них вродженої шляхетності (її Марвілям заміняє штучно надбаний титул), істинної ерудиції (пані де Марвіль не знає імен найвідоміших художників Франції) і благородства (дружина чиновника та її донька мають бундючну, заздрісну і злопам'ятну вдачу). Інші заможні й успішні герої роману, як от директор театру Годіссар, його коханка прима-балерина, впливовий друг Понса міністр Попіно також змальовані невдячними, неквапливими на добрі справи, легковажними та емоційно черствими.
На противагу їм кузен Понс, хоча і виглядає повним невдахою, проте має добре серце, розвинене відчуття честі і такту, професійні таланти і глибокі знання у сфері мистецтва і старовини. Недарма за незграбною оболонкою непомітного диригента ховається один з найбагатших колекціонерів країни. Разом з тим, Понс не показаний позитивним «супергероєм», оскільки має одну беззаперечну ваду — ненажерливість, яка і стає опосередкованою причиною його суперечки з Марвілями.
Втім, письменник уникає примітивної формули «поганий багач — добрий бідняк». Серед бідноти кварталу, в якому мешкають головні герої, чимало злидарів, які, на перший погляд, викликають співчуття. Це пані Сібо, яка за все життя не накопичила капіталу, провінціал Ремонанк, змушений перепродавати чужий мотлох, правник Фрезьє, який опинився у скруті через заздрощі і переслідування колеги-прокурора, доктор Пулен, який чесною працею так і не нажив солідної клієнтури. Так коли всі вони опиняються віч-на-віч із можливістю вирішити особисті проблеми, то спокушаються спадщиною Понса і ступають на дорогу злочину, якщо не юридичного, то морального. На їх тлі значно краще виглядає незаможний театральний служник Топінар, та попри відданість театральному диригентові і в нього є прихована темна сторона: Топінар офіційно неодружений із жінкою, від якої має трьох дітей. Однак Бальзак виправдовує цього героя тим, що це не його власне рішення, а наслідок безгрошів'я, яке вимагає певних фінансових витрат на реєстрацію шлюбу.
Єдиною людиною, яка протягом усього роману нічим себе не заплямувала, залишається Шмуке. Його дружні почуття абсолютно альтруїстичні, а здатність до співчуття і самопожертви не знає меж. Однак Бальзак дає зрозуміти, що такі чесноти притаманні Шмуке внаслідок його надзвичайної одухотвореності, яка виливається у цілковиту наївність і практичну непристосованість до життя. Попри те, що події роману розгортаються на користь Понса і Шмуке, і кінцівка твору наче спонукає до щасливого розв'язання всіх проблем, зло все ж перемагає. Саме Шмуке невільно стає причиною цієї перемоги, оскільки спочатку продає шедеври Понса, а потім відмовляється від решти спадщини. Нерозважливість його дій містить прихований підтекст: у боротьбі духовності і грошей неможливі компроміси, лише позбувшись усяких матеріальних багатств можливо зберегти духовні цінності. Отже майже одночасна смерть двох відданих друзів насправді є гідним кінцем їхнього життя.
Роман «Кузен Понс» пов'язаний з іншими літературними творами. В першу чергу, це твір-попередник «Кузина Бетта». Лише у зіставленні з ним можливо осягнути весь художній задум автора, адже в обох книгах Бальзак змалював фізично непривабливих і вже немолодих одинаків. Тільки дівоцтво кузини Бетти призводить до її моральної деградації, стає причиною заздрощів і спричинених ними злодійських намірів, а холостяцьке життя Понса, навпаки, змушує того до самозречення, можливо, не зовсім свідомого, але такого, що веде до гідного завершення життя. В «Кузені Понсі» міститься і пряме посилання на героя «Кузини Бетти» пана Кревеля зі згадкою про смерть останнього. Багато критиків вбачають у жертовності Понса аналогії із батьком Горіо — героєм однойменного роману Бальзака, який жертвує власними статками на користь невдячних дочок. А фігура старого і патологічно жадібного єврея Магуса нагадує ще одного бальзаківського лихваря — Гобсека. Можливо під час написання роману автор запозичив деякі деталі у колег-письменників. Наприклад, безкорислива і віддана дружба двох чоловіків часто фігурує в романах Александра Дюма, сучасника Бальзака. Такого штибу відносини, які пов'язували Понса і Шмуке, відтворені в романах «Д'Артаньян та три мушкетери» (четверо мушкетерів), «Королева Марго» (Ла Моль і Коконас), «Графиня де Монсоро» (де Бюсі та Ремі).

## Українські переклади
- Бідні родичі. Кузен Понс. Харків-Київ, ДВУ, 1929. Переклав Валер'ян Підмогильний